# آرژولیه
آرژولیه (به فرانسوی: Argeliers) یک کمون در فرانسه است که در canton of Ginestas واقع شده‌است. آرژولیه ۱۰٫۷۹ کیلومتر مربع مساحت دارد.